# Logan Cup
Der Logan Cup ist der nationale First-Class-Cricket-Wettbewerb in Simbabwe. An diesem seit der Saison 1993/94 ausgetragenen Wettbewerbes nehmen heute vier First-Class Franchises in Simbabwe teil.

## Mannschaften
Aktuell nehmen die folgenden vier Mannschaften an dem Wettbewerb teil.
| Team                 | Teilnahme seit |
| -------------------- | -------------- |
| Mashonaland Eagles   | 2009/10        |
| Matabeleland Tuskers | 2009/10        |
| Mid West Rhinos      | 2009/10        |
| Mountaineers         | 2009/10        |

Die folgenden Mannschaften nahmen in der Vergangenheit an dem Turnier teil:
- Mashonaland Under-24s (1993/94 – 1994/95)
- Mashonaland County Districts (1993/94 – 1995/96)
- (1993/94 – 2004/05)
- Mashonaland (1993/94 – 2004/05)
- Mashonaland A (1997/98 – 2001/02)
- (1999/2000 – 2001/02)
- Manicaland (1999/2000 – 2004/05)
- Midlands (1999/2000 – 2004/05)
- Centrals (2006/07 – 2008/09)
- Easterns (2006/07 – 2008/09)
- Northerns (2006/07 – 2008/09)
- Southerns (2006/07 – 2008/09)
- Westerns (2006/07 – 2008/09)
- Southern Rocks (2009/10 – 2013/14)

## Sieger
| - 2019/20 kein Gewinner - 2018/19 Mountaineers - 2017/18 Mountaineers - 2016/17 Mountaineers - 2015/16 Mashonaland Eagles - 2014/15 Matabeleland Tuskers - 2013/14 Mountaineers - 2012/13 Matabeleland Tuskers - 2011/12 Matabeleland Tuskers - 2010/11 Matabeleland Tuskers - 2009/10 Mashonaland Eagles - 2008/09 Easterns - 2007/08 Northerns - 2006/07 Easterns - 2005/06 nicht ausgetragen - 2004/05 Mashonaland - 2003/04 Mashonaland - 2002/03 Mashonaland - 2001/02 Mashonaland - 2000/01 Mashonaland - 1999/2000 Mashonaland - 1998/99 Matabeleland - 1997/98 Mashonaland - 1996/97 Mashonaland - 1995/96 Matabeleland - 1994/95 Mashonaland - 1993/94 Mashonaland Under-24s |

## Siege nach Team
| Titel | Verein                |
| ----- | --------------------- |
| 9     | Mashonaland           |
| 4     | Matabeleland Tuskers  |
| 4     | Mountaineers          |
| 2     | Matabeleland          |
| 2     | Mashonaland Eagles    |
| 2     | Easterns              |
| 1     | Mashonaland Under-24s |
| 1     | Northerns             |